# Antonio de Valbuena

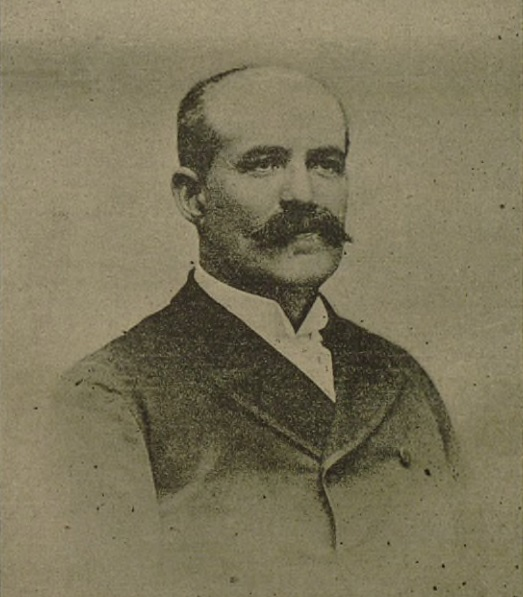

Antonio de Valbuena, född 1844 i Pedrosa del Rey (León), död 1929, var en spansk författare.
Valbuena begagnade pseudonymerna Juan Paseante, Venancio González och 'Miguel de Escalada. Som politisk skriftställare framträdde han först i karlisttidningen "La Lealtad" och 1868 med en broschyr Sursum corda, vari han häftigt angrep revolutionen och förfäktade, att den enda lösningen vore en monarki Don Carlos. 
I den av Valbuena ledda tidningen "La buena causa" fortsatte han sin kamp för karlismen, tills han 1870 måste emigrera till Frankrike. Vid återkomsten därifrån utgav han i Bilbao tidningen "La voz de Vizcaya", som emellertid snart blev indragen, varefter han i 5 år var medarbetare i Madridtidningen "El Siglo futuro". 
Valbuena ägnade sig även åt litterär och språklig kritik med Ripios aristocráticos, Ripios académicos, Ripios vulgares, Ripios ultramarinos och med Fe de erratas del Diccionario de la Academia, en kritik av spanska akademiens ordboksarbete av 1884. För övrigt publicerade Valbuena odet A Zumalacárregui och novellsamlingarna Capullos de novela och Novelas menores.